# Поплар-Коттон-Сентер (Каліфорнія)
Поплар-Коттон-Сентер (англ. Poplar-Cotton Center) — переписна місцевість (CDP) в США, в окрузі Туларе штату Каліфорнія. Населення — 2370 осіб (2020).

## Географія
Поплар-Коттон-Сентер розташований за координатами 36°3′23″ пн. ш. 119°8′57″ зх. д. / 36.05639° пн. ш. 119.14917° зх. д. (36.056351, -119.149267).  За даними Бюро перепису населення США в 2010 році переписна місцевість мала площу 3,32 км², уся площа — суходіл.

## Демографія
Згідно з переписом 2010 року, у переписній місцевості мешкало 2470 осіб у 576 домогосподарствах у складі 506 родин. Густота населення становила 743 особи/км².  Було 611 помешкання (184/км²).
Расовий склад населення:
| - 70,0 % — білих - 14,4 % — азіатів - 0,6 % — корінних американців - 13,2 % — осіб інших рас |

До двох чи більше рас належало 1,7 %. Частка іспаномовних становила 73,2 % від усіх жителів.
За віковим діапазоном населення розподілялося таким чином: 38,8 % — особи молодші 18 років, 53,1 % — особи у віці 18—64 років, 8,1 % — особи у віці 65 років та старші. Медіана віку мешканця становила 24,8 року. На 100 осіб жіночої статі у переписній місцевості припадало 104,3 чоловіків;  на 100 жінок у віці від 18 років та старших — 100,5 чоловіків також старших 18 років.
Середній дохід на одне домашнє господарство  становив 39 561 долар США (медіана — 21 627), а середній дохід на одну сім'ю — 39 792 долари (медіана — 22 364). Медіана доходів становила 24 300 доларів для чоловіків та 22 120 доларів для жінок. За межею бідності перебувало 55,4 % осіб, у тому числі 74,7 % дітей у віці до 18 років та 28,5 % осіб у віці 65 років та старших.
Цивільне працевлаштоване населення становило 874 особи. Основні галузі зайнятості: сільське господарство, лісництво, риболовля — 51,5 %, освіта, охорона здоров'я та соціальна допомога — 11,1 %, виробництво — 9,2 %, мистецтво, розваги та відпочинок — 7,6 %.